# Koszó Balázs
Koszó Balázs (Kecskemét, 1988. március 20. –) magyar labdarúgó, védő. 

## Pályafutása
1995-től 2004-ig a Kecskeméten nevelkedett, majd ezután a Ferencvárosnál töltött el 3 évet. Ezután visszakerült Kecskemétre, és 2007-ben bemutatkozott a felnőtt csapatban. Tagja volt a feljutást kivívó csapatnak is.
2009-ben kölcsönadták Bőcs csapatának, majd 2010-ben Szigetszentmiklós csapatához került kölcsönbe. Végül visszatért a csapathoz, és alapember lett a védelem jobb oldalán, de szükség esetén a védelem közepén is bevethető volt.
Első élvonalbeli gólját a Mezőkövesd ellen szerezte.
2014 februárjában a Békéscsaba 1912 Előre csapatához igazolt.
Az ezt követő években szerepelt még Dunaújvárosban és a Mosonmagyaróvári TE csapatánál is. A 2017-18-as idényt megelőzően a Zalaegerszegi TE csapatához igazolt. Húsz bajnokin játszott a csapatban, majd a 2018 januárjában a Győri ETO játékosa lett.  2018. március 11-én a Cegléd elleni bajnokin szenvedett súlyos fejsérülést, miután ütközött Mursits Roland kapussal. Életmentő műtéten esett át az esetet követően. Több, mint fél évet kellett kihagynia, 2018 októberében egy Újpest elleni kupamérkőzésen lépett újra pályára. 2019 nyarán távozott Győrből, majd aláírt a Szeged-Csanád Grosics Akadémia együtteséhez.

## Sikerei, díjai
- NB II-es bajnok (2007-2008)
- Magyar Kupa-győztes (2010-2011)

## Külső hivatkozások
- adatlapja a KTE hivatalos honlapján
- adatlapja az MLSZ Adatbank honlapján
- adatlapja a transfermarkt.co.uk-en
- adatlapja az ÖFB honlapján (németül)